# Mark Tokar

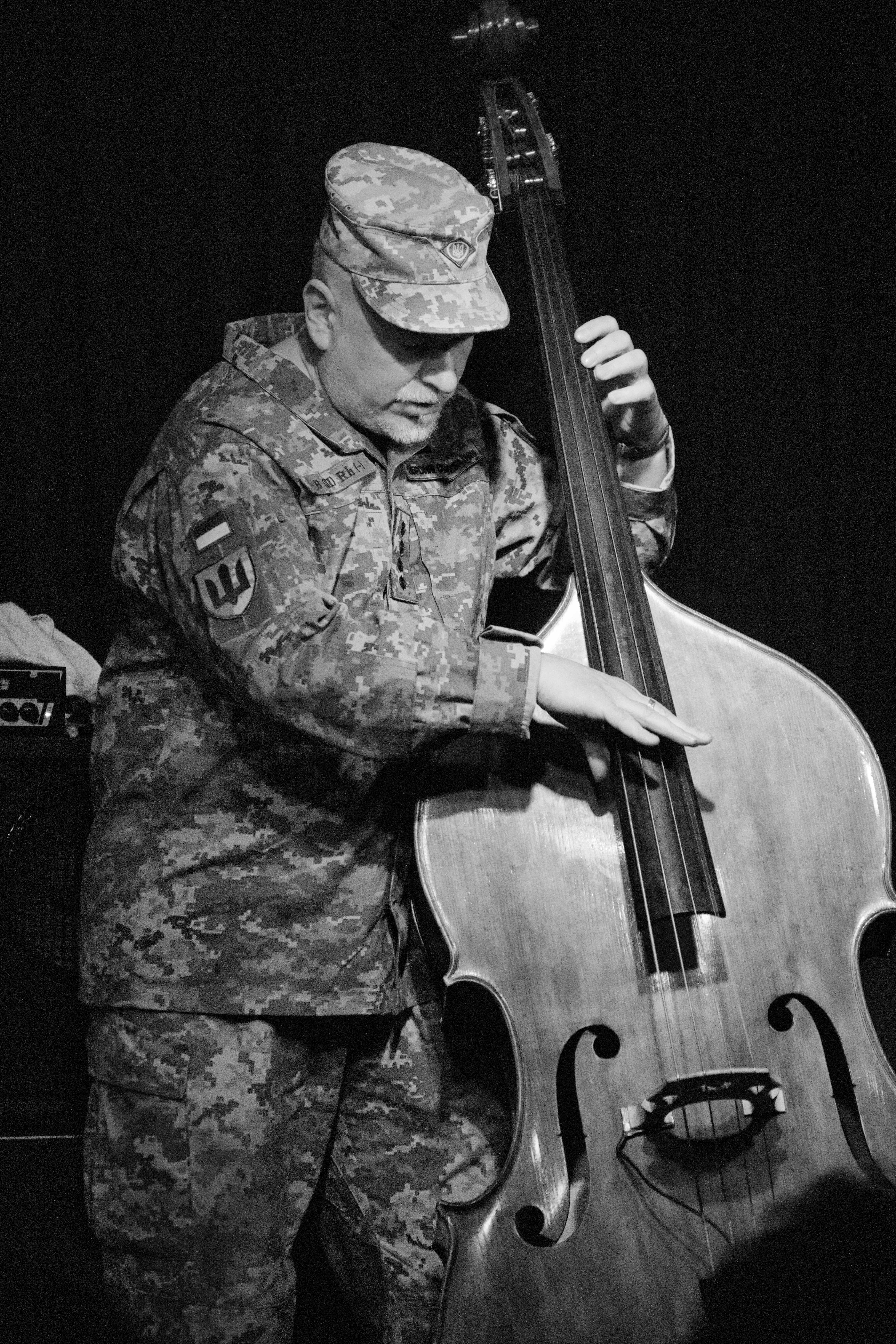
Als Angehöriger der ukrainischen Streitkräfte trat Mark Tokar 2025 im Club W71 in Uniform auf.

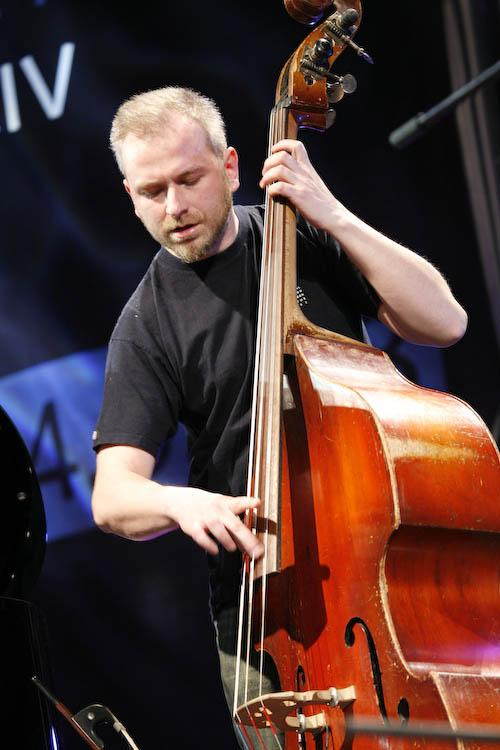
Mark Tokar 2008

Mark Wassiljewitsch Tokar (ukrainisch Марк Васильович Токарь, * 2. März 1974 in Lemberg) ist ein ukrainischer Jazz- und Improvisationsmusiker (Kontrabass).

## Leben und Wirken
Tokar studierte an der Nationalen Polytechnischen Universität Lemberg, ab 2006 in Polen an der K. Szymanowski Jazzakademie bei Jacek Niedzela. Er arbeitet seitdem im Spannungsfeld von Neuer Musik, Improvisationsmusik und Jazz. Tokar ist u. a. in den Projekten Ken Vandermarks Resonance und Wacław Zimpels Undivided (mit Klaus Kugel und Bobby Few) tätig sowie in weiteren Projekten u. a. mit Petras Vyšniauskas, Steve Swell, Michael Zerang, Tim Daisy, Dave Rempis, Roberta Piket, Fred Frith, Arkadi Shilkloper, Magnus Broo, Per Åke Holmlander und Mark Sanders. 2005/06 war er künstlerischer Leiter des ukrainisch-polnischen Jazz Bez Festival. Mit Ken Vandermark und Klaus Kugel bildete er das Trio The Esacalators, außerdem spielte er in Vandermarks Resonance Ensemble (Double Arc, 2015).

## Diskographische Hinweise
- Five Spot: Poltva [Solyd, 2008], mit Petras Vysniauskas, Yuri Yaremchuk
- Undivided: Moves Between Clouds (MultiKulti, 2011) mit Wacław Zimpel, Perry Robinson, Bobby Few, Klaus Kugel
- Varpai: Pabar I T , mit Andrė Pabarčiūtė, Klaus Kugel
- Steve Swell / Mark Tokar / Klaus Kugel: For the People of the Open Heart (Fundacja Słuchaj, 2023)